# لوسي مورغان
لوسي مورغان (بالإنجليزية: Lucy Morgan)‏ هي صحفية أمريكية، ولدت في 11 أكتوبر 1940.